# Oliarus nigrosignata
Oliarus nigrosignata är en insektsart som beskrevs av Melichar 1908. Oliarus nigrosignata ingår i släktet Oliarus och familjen kilstritar. Inga underarter finns listade i Catalogue of Life.